# Oebarina
Oebarina is een kevergeslacht uit de familie van de boktorren (Cerambycidae). De wetenschappelijke naam van het geslacht werd voor het eerst geldig gepubliceerd in 1866 door Pascoe.

## Soorten
Oebarina omvat de volgende soorten:
- Oebarina ceresioides Pascoe, 1866
- Oebarina tristis Pascoe, 1866